# 高雄市立六龜高級中學
高雄市立六龜高級中學（Liou-Guei Senior High School），簡稱六龜高中，是一所位於高雄市六龜區的市立完全中學。

## 校史
- 1956年9月，高雄縣立美濃中學六龜分部創立，借鄉公所辦公廳上課。
- 1958年，獨立設校，改制為高雄縣立六龜初級中學。
- 1968年，實施九年國民教育，改名為高雄縣立六龜國民中學。
- 1972年，設立桃源分部，借桃源國小上課。
- 1973年，桃源分部改名為「寶來分部」，借荖濃村會館上課。
- 1974年，寶來分部正式建校。
- 1977年8月，寶來分部獨立設校，改制為高雄縣立寶來國民中學。
- 2000年，改制為完全中學，更名為高雄縣立六龜高級中學。
- 2010年12月25日，高雄縣市合併，改隸為高雄市立六龜高級中學。

## 姊妹校
- 日本 熊本縣立鹿本農業高等學校（日语：熊本県立鹿本農業高等学校）[1]

## 外部連結
- 高雄市立六龜高級中學網站 （页面存档备份，存于）